# Efraim Markowitsch Skljanski

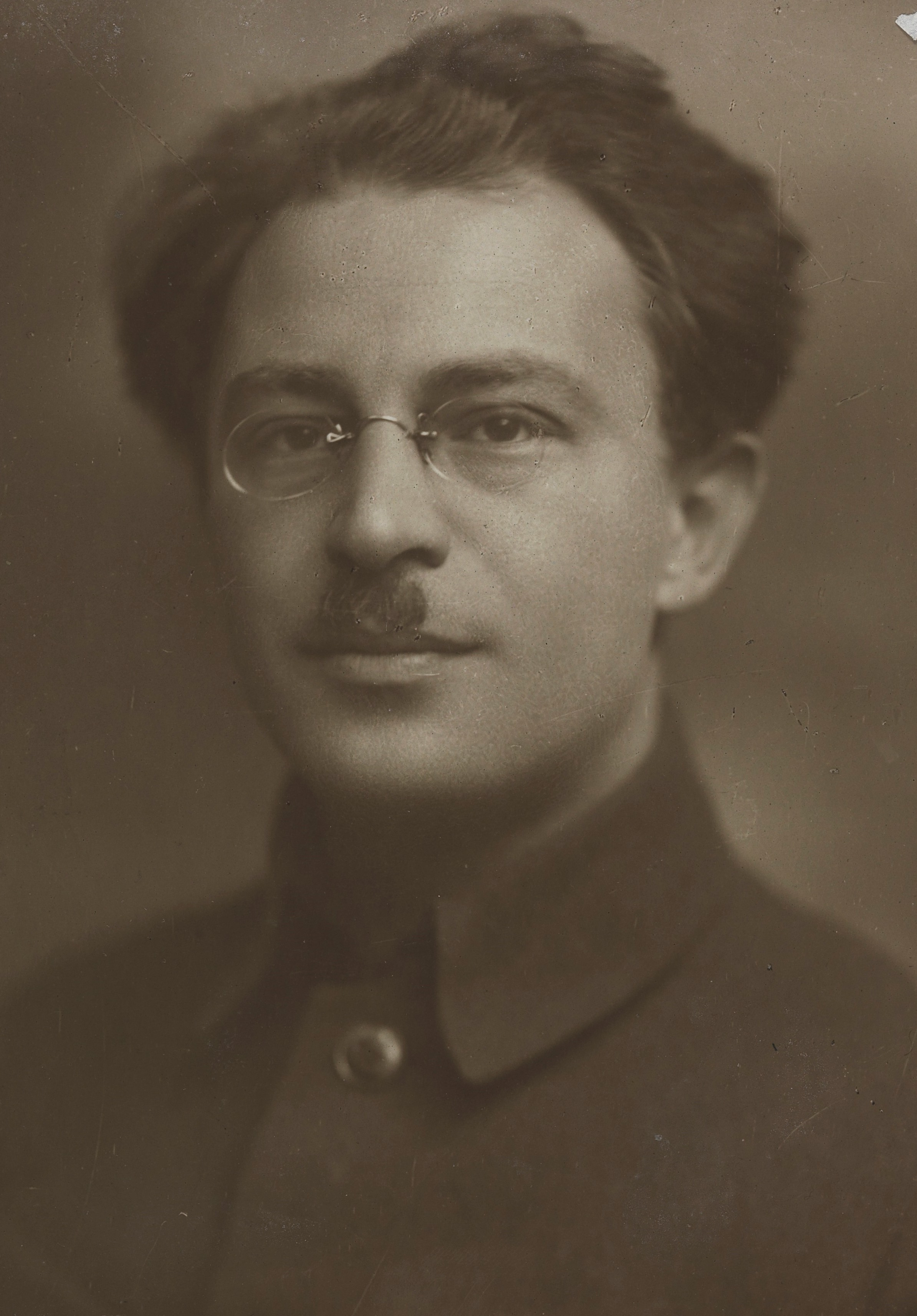
Efraim Skljanski

Efraim Markowitsch Skljanski (russisch Эфраим Маркович Склянский; * 19.jul. / 31. Juli 1892greg. in Fastow, Gouvernement Kiew; † 27. August 1925 im See Long Lake, Hamilton County (New York)) war im Russischen Bürgerkrieg vom 22. Oktober 1918 bis zum 11. März 1924 der Stellvertreter des sowjetrussischen Kriegsministers Trotzki.

## Leben und Wirken
Efraims Eltern, jüdische Kleinbürger, zogen mit dem Jungen 1899 nach Schitomir. Er absolvierte das Gymnasium mit Auszeichnung und studierte 1911 bis 1916 an der Universität Kiew Medizin. 1913 trat er der SDAPR bei und war im Kiewer Parteikomitee als Propagandist tätig. Im Ersten Weltkrieg diente er ab 1916 als Soldat in der Russischen Armee und praktizierte an der südrussischen Front als Arzt.
Nach der Februarrevolution 1917 war Efraim Skljanski Vorsitzender in Soldatenräten der Nordfront und Anfang November 1917 Deputierter auf dem Kongress der Arbeiter- und Soldatenräte im Petrograder Sowjet sowie dort im Präsidium der Bolschewiki präsent. Als Mitglied des MRKP saß er ab 22. Oktober 1918 im Revolutionären Kriegsrat. 1920 und 1921 bekleidete er bei den Bolschewiki hohe Parteiämter. Er war Delegierter des 8., 10. und 12. Parteitages der KPdSU in den Jahren 1919, 1921 und 1923.
Efraim Skljanskis Entfernung aus dem Amt des stellvertretenden Kriegsministers am 11. März 1924, also knapp zwei Monate nach dem Tode Lenins, wird heute als Schlag der „Troika“ Stalin, Sinowjew und Kamenew gegen Trotzki verstanden.
Efraim Skljanski wurde im April 1924 in den Moskauer Volkswirtschaftsrat abgeschoben und im Mai 1925 auf Dienstreise nach Deutschland und Frankreich geschickt. Im Sommer desselben Jahres war er in der nordamerikanischen Amtorg Trading Corporation tätig und ertrank in den USA bei einem Motorbootsunfall in einem See.
1917 hatte Efraim Skljanski die 1897 in Dünaburg geborene Jüdin Wera Ossipowna Skljanskaja-Waksowa geheiratet.

## Auszeichnung und Ehrung
- 1923 Rotbannerorden der RSFSR.
- Postum wurde eine Fabrik im Wolgograder Gebiet nach Efraim Skljanski benannt und trug den Namen bis 1938.
- Von 1925 bis 1938 trug eine Leningrader Infanterieschule den Namen Efraim Skljanski.